# Villanueva de Gállego (kommunhuvudort)
Villanueva de Gállego är en kommunhuvudort i Spanien.   Den ligger i provinsen Provincia de Zaragoza och regionen Aragonien, i den nordöstra delen av landet, 280 km nordost om huvudstaden Madrid. Villanueva de Gállego ligger 252 meter över havet och antalet invånare är 3 809.
Terrängen runt Villanueva de Gállego är lite kuperad. Runt Villanueva de Gállego är det tätbefolkat, med 550 invånare per kvadratkilometer. Närmaste större samhälle är Zaragoza, 13,3 km söder om Villanueva de Gállego. Trakten runt Villanueva de Gállego består till största delen av jordbruksmark.